# Pokol pri Ranjenem kolenu
Pokol pri Ranjenem kolenu je bil zadnji oborožen spopad med plemenom Oglala Sujev in Kopensko vojsko ZDA. V sporočilu Generala Nelsona A. Milesa, ki ga je ta poslal Komisarju za indijanske zadeve, je opisan kot masaker.
29. Decembra 1890, je 500 vojakov 7. polka vojske ZDA, s štirimi topovi obkolilo tabor Miniconjou Sujiev Lakota in Hunkpapa. Vojska je imela nalogo premestiti Suje doj železnice, od koder naj bi jih deportirali v Omaho v Nebraski. En dan poprej so Suji potrdili predajo v Pine Ridgu v Južni Dakoti. Bili so zadnji pripadniki Sujev in preštevilna vojska jih je v privolitev prisilila.
Poveljnik 7. polka je imel povelje, da ljudstvo Lakota razoroži pred nadaljnjimi ukrepi. Med razoroževanjem je gluhi pripadnik plemena z imenom Črni Kojot odklonil povelje, da preda puško; povelja ni razumel. Na osnovi tega se je začelo dogajanje širiti v popoln kaos bojevanja med obema stranema. 
Do prenehanja bojev je bilo ubitih več kot 200 moških, žensk in otrok pripadnikov plemena Sujiev. 25 vojakov je bilo pobitih, nekateri domnevajo, da kot žrtve strelov iz lastne strani; kot posledica streljanja v kaotičnih pogojih. Okoli 150 ljudi je bilo pogrešanih. Ti so pobegnili in so kasneje umrli od podhladitve.
Področje Wounded Knee-ja je danes predstavljeno kot znamenitost v National Historic Landmark.

## Lakota »uvod v gibanje«
Februarja 1890 je vlada ZDA prelomila sporazum s plemenom Sujev, ko je veliki rezervat Sujev (Dakota Teritory) razdelila v pet manjših rezervatov. To je bilo storjeno za naselitev belih priseljencev z vzhoda. To je doprineslo tudi vladno uredbo o »prekinitvi zveze med plemeni«. in »prilagoditev Indijancev na navade belcev«, - po mirni poti če tako hočejo, ali s silo, če tako morajo.  Ko je bilo na polovici ozemlja rezervatov pleme razdeljeno v družinske enote, s pripadajočim 1,3 km2, s prisilo kmetovanja, reje živine in ob dejstvu, da so bili otroke prisiljeni pošiljati v šolo s prepovedanimi vsebinami tradicionalne kulture in jezika Ameriških Prvoselcev.
Za podporo Sujiev med obdobjem prehoda, je bil BIA, Biro za Indijanske zadeve odgovoren za preskrbo Sujiev s hrano; po tradiciji so bili družba lovcev, in za najem kmetovalcev priseljencev, da Indijance učijo poljedelstva. Preskrbeli naj bi jim tudi hrano. Načrt kmetovanja je propadel zaradi težav s sušo v pretežno suhi regiji v Južni Dakoti. Do konca 1890ih je bilo očitno, da v poletnih časih ne dežuje dovolj, vročina pa je preintenzivna za proizvodnjo zadostnih količin kultiviranih poljščin. To je bilo tudi v času, ko se je vladna podpora ukinjala zaradi t. i. »lenih Indijancev«. Odstotek preskrbe je bil razpolovljen.  Ker je bil bizon skoraj že iztrebljen iz nižine, so nekaj let zatem Suji začeli stradati. Pripadniki plemen so osnovali duhovni preobrat z izvedbo verskega obreda Ghost Dance. Nadzorni agenti BIA so naredili preplah ob teh aktivnostih. Zaprosili so za podporo tisoč dodatnih vojakov v rezervat.
Lakota so bili zavzeti s poplavami priseljencev na njihovo ozemlje. Zlata mrzlica v 1870 je pripeljala horde novih naselitev. Mnogo belcev je zahtevalo področje Black Hills, ki je formiralo del zemlje Lakota - tudi po sporazumu oz. s Pogodbo Fort Laramie (1868) pripadalo plemenu Lakota. Pogorja  Black Hills-ov niso bili pripravljeni prodati, v kulturi Lakota je smatrano kot sveto.
Vlada je 1876 zaradi tega odredila, da se rezervati zaprejo; Indijanci, ki bi se pojavili izven ozemlja rezervata, so privedeni s silo nazaj. Do 1889 so bile razmere na rezervatu obupne,  ZDA  niso spoštovale niti dogovora o povečanih zalogah hrane in ostalih potrebščin zaradi zmanjševanja ozemlja indijancev.

## Ghost Dance
Je oblika plesanja v krogu ali duhovnega plesanja, ki po raziskavah antropologa Jamesa Mooneya obstaja stoletja. Je verski obred, v katerem udeleženci plešejo v veri, da se duhovi mrtvih sorodnikov vrnejo, in s tem naj bi bil svet prenovljen.

## Big Foot
15. Decembra je bil poglavar Sedeči bik ustreljen v rezervatu v Standing Rocku. Njegovi pripadniki so se pridružili polbratu Big Footu na rezervatu ob reki Cheyenne. General Nelson A. Miles ni vedel za njegovo objavo, da izvede Ghost Dance; naredil mu je, da se umakne s svojimi pripadniki na sosednje zaklonišče. 28. Decembra je Big Foot resno zbolel za pljučnico. Njegovo pleme je nato odšlo iskat zatočišče k Red Cloudu v rezervat Pine Ridge. Prestregel jih je major Samuel Whiteside z bataljonom 7. Polka in spremil pet milj stran (8 km), zahodno, na pečino Wounded Knee. Polkovnik James W. Forsyth je prispel za prevzem povelja in ukazal četam, da namestijo štiri tope (Hotchkiss), na pozicije okoli tabora. Vojakov je bilo 500, pripaadnikov Ameriških prvoselcev pa 350; vsega 120 otrok in žensk.

## Pokol
29. Decembra so bili plesalci Lakota Ghost Dancea na poti skozi puščavnato področje proti rezervatu Pine Ridge. James W. Forsyth jih je prestregel s 7. Polkom in ukazal predati orožje. Zahtevana je bila preiskava vojaki so vdrli v tabor s šotori, zastraševali Indijanke in otroke in preobračali postelje v mrzličnem iskanju orožja in morda, suvenirjev. Vrnili so se z 38 starimi puškami in nekaj sekirami. Postalo je jasno, da nekaj Indijancev skriva orožje pod svojimi odejami. Vojak je ukazal, da preda orožje gluhemu indijancu, ki je zmeden spustil puško k nogi in s tem povzročil, da se je sprožila. Nekdo je pozval vojake k streljanju.
Najprej se je boj dogajal na bližini; polovica Indijancev je bila pobita ali ranjena, preden so imeli priložnost, da pridejo do strelase umaknejo od streljanja.. Nekateri Indijanci so pograbili puške, ki so jih skrivali za samoobrambo in so znjimi streljali na vojake. Brez pokritja in z večino neoboroženih Sujiev, je ta faza boja trajala le nekaj minut. Medtem so vojaki streljali na kamp, kjer so bili polni šotori žensk in otrok. Ženske so zbežale. Poveljniki so izgubili vsak nadzor nad svojimi možmi. Nekaj vojakov je v teku čez bojišče streljalo po ranjencih, nekateri so s konji preganjali pripadnike Lakota, tudi več milj čez prerijo. Do konca bojevanja je bilo ubitih 150 pripadnikov Lakota in 50 ranjenih. Žrtev vojakov je bilo 25 in 39 ranjenih. 
Detajli o tem, kaj je primerilo bojevanje, so predmet diskusije. Po zgodovinarju Robertu Utleyu, je zdravilec Yellow Bird začel izvajati ples, za zagotovitev ostalim, da so ´poslikane majice za ples´ zaščitne pred naboji. Ko je napest narasla, je Black Coyot odklonil predati puško. Bil je gluh in ukaza ni razumel.  Drug Indijanec je rekel: »Black Coyote je gluh.« Govoril je v svojem jeziku. Ko je vojak odklonil opozorilo, je rekel: »Stop! Ne sliši tvojih ukazov!« V tem trenutku sta dva vojaka Black Coyota zagrabila od zadaj, in verjetno se je v tem prerivanju puška sprožila. Istočasno je Yellow Bird vrgel nekaj prahu v ozračje, in približno pet mladih moških Lakota, ki so skrivali orožje, je odvrglo odeje in tako pokazali puške četi K, 7. Polka. Lakota so streljali na vojake in natedili škodo. 
Po poveljujočemu generalu Nelsonu A. Milesu, se je prerivanje začelo med bojevnikom, ki je imel pzško v roki in dvema vojakoma. Puška se je sprožila in zgodil se je pokol, ne le vojaki, tudi bolan poglavar Big Foot in veliko število otrok in žensk, ki so poskušali uiti, so preganjali in jih pobili. 
Vojska je najela civile, da so pokopali mrtve po močnem snežnem metežu. Prispeli na bojišče so našli mrtve zamrznjenih trupel. Pokopali so jih v skupen grob. Poročano je, da so našli štiri preživele otroke, zavite v spuščene rute svojih mater. Vseh 84 moških, 44 žensk in 18 otrok je po podatkih ubitih na bojišču, medtem ko je bilo najmanj sedem pripadnikov Lakota smrtno ranjenih.

## Posledice
General Nelson Miles je poveljnika Forsytha degradiral in mu vzel naziv. Sodišče je izvedlo raziskavo, ki pa jo je Miles ignoriral in nadaljeval s kritiko do Forsytha, ki je po njegovem namenoma kršil povelje. Miles je podal zaključek, da je bilo bojevanje pri Ranjenem kolenu bolj nameren pokol kot tragedija sosledja dogodkov zaradi slabih odločitev.  
Odziv ameriške javnosti na bitko, sodobniki v času dogajanja, so ji naklonjeni. Vojska je podelila dvajset medalj časti; kasneje so bili nagrajeni ponovno imenovani in podprl jih je Miles.
V 21. stol. so aktivisti Ameriških Prvoselcev zahtevali, da se medalje umaknejo kot nečastne.
Veliko prebivalcev, ki niso Lakota in živijo v bližini rezervatov, razlagajo bitko kot poraz in morilski kult. V založniškem odzivu na dogodek, je mlad L. Frank Baum, kasneje avtor Čarovnika iz Oza, napisal poročilo v Aberdeen Saturday Pioneer, na dan 31. Januar 1891:
Pioneer je prej razglašal, da naša edina varnost zavisi od popolnega uničenja Indijancev. Z napačnim ravnanjem smo raje, z nalogo da zaščitimo našo civilizacijo, sledili z več napačnega ravnanja in izbrisali te uporne in neubogljive pojave z obličja zemlje. To je vloženo v prihodnjo varnost za naše naselejnce in za vojake, ki nimajo pristojnega poveljstva. Tako smemo pričakovati veliko težav v prihodnje z rdečekožci, kot so se že dogajale v preteklosti. 
Več kot 80 let po pokolu, z začetkom 27. Februarja, 1973, Ranjeno koleno postane 71 dni okupirano od zveznih oblasti in vojakov  ´American Indian Movement´.